# أحمودة أحمد زين الدين
أحمودة أحمد زين الدين (تُوفي في 9 سبتمبر 2018) هو والي ولاية ميلة، ويرجع أصلهُ إلى ولاية عنابة، حيثُ تخرجَ من المدرسة الوطنية للإدارة. شَغل عدة مناصب من بينها أَمين عام ولاية سطيف، وفي يوليو 2017 عُينَ واليًا لولاية ميلة.

## وفاته
تُوفي في مدينة قسنطينة بتاريخ 9 سبتمبر 2018، عن عمرٍ يناهز 60 عامًا. جاءت وفاته على إثر ذبحة صدرية فجائية.